# Maestrul meu, Chuck Norris
Maestrul meu, Chuck Norris, alternativ În umbra unui vis, (în engleză Sidekicks) este un film de acțiune american din 1992, regizat de Aaron Norris⁠(d) și cu Jonathan Brandis⁠(d) și Chuck Norris în rolurile principale.

## Rezumat
Barry Gabrewski este un băiat astmatic agresat și timorat, care trăiește împreună cu tatăl său văduv, Jerry (Beau Bridges), în orașul Houston din Texas. Boala și agresiunile zilnice l-au făcut să aibă o fire singuratică, iar în timpul zilei băiatul visează adesea cu ochii deschiși că luptă alături de Chuck Norris împotriva inamicilor din filme, care sunt personificați mereu de agresorii zilnici ai lui Barry, precum Randy Cellini (John Buchanan). Profesoara sa favorită, Noreen Chan (Julia Nickson-Soul⁠(d)), joacă adesea rolul femeii aflate în primejdie în visele zilnice ale băiatului.
Sătul de agresiunile zilnice ale colegilor, Barry vrea să învețe arte marțiale, dar nu este refuzat de proprietarul arogant de dojo Kelly Stone (Joe Piscopo⁠(d)) pentru că este prea anemic. Cu toate acestea, bătrânul Lee (Mako⁠(d)), unchiul șiret al profesoarei Noreen Chan și proprietarul unui restaurant chinezesc local numit „Frying Dragon”, acceptă să-l învețe karate. Impresionat de voința băiatului, domnul Lee folosește metode creative de antrenament pentru a-i spori rezistența fizică (care îl ajută să depășească problemele de sănătate) și a-i spori încrederea în sine. O colegă de clasă pe nume Lauren îi devine prietenă, iar Barry nu mai visează că o salvează pe Noreen Chan, ci pe Lauren. Progresele băiatului încep să se vadă, iar Barry începe să ia parte la cursurile de educație fizică ale profesorului Horn și se apără pentru prima dată atunci când este atacat de Randy Cellini. Considerând că mândria proprie i-a fost rănită, Randy Cellini îl provoacă pe Barry să participe la un turneu local de karate.
Domnul Lee încearcă să se înscrie împreună cu Noreen și cu Barry la turneul de karate, dar organizatorii cer ca fiecare echipă să fie formată din minim patru membri. Chuck Norris participă ca invitat la acest turneu, iar, la îndemnul lui Lee, Noreen Chan îl roagă pe campion să se alăture echipei. Campionul acceptă atât din dorința de a ajuta un fan înflăcărat, cât și pentru a-i oferi „o lecție de smerenie” arogantului Kelly Stone. Barry rămâne uimit atunci când află că este coleg de echipă cu celebrul Chuck Norris.
Turneul conține patru probe: kata pentru femei, spargerea cărămizilor, demonstrație de mânuire a armelor și luptă corp la corp. Noreen Chan este depășită la puncte de reprezentanta echipei lui Stone în proba de kata, domnul Lee îl învinge pe Cellini la spargerea cărămizilor, Barry își arată măiestria în mânuirea nunceagului, iar Norris îl învinge pe Stone în lupta corp la corp. La sfârșitul celor patru probe, echipele „Frying Dragon” și „Stone Karate” se află la egalitate, motiv pentru care devine necesară o probă decisivă pentru departajare. Lee alege concurenții (Barry și Randy), iar Stone alege proba (spargerea cărămizilor). Ambii sparg câte șase cărămizi în prima rundă, iar în cea de-a doua rundă trebuie să spargă nouă cărămizi. Randy sparge doar șapte din nouă, dar Barry reușește să le spargă pe toate nouă după ce Lee dă foc cărămizilor pentru a face ca sarcina elevului său să devină mai eroică. Astfel, echipa „Frying Dragon” câștigă turneul.
După încheierea turneului, Chuck Norris își ia rămas bun, spunând că visele devin realitate dacă doar crezi ferm în ele. Campionul pleacă, iar Barry găsește puterea de a-și trăi viața fără a avea nevoie să mai viseze cu ochii deschiși. Un băiat găsește o revistă care-l are pe copertă pe Chuck Norris și o răsfoiește entuziasmat, iar imaginea devine tot mai largă pentru a arăta că tânărul se află imobilizat într-un scaun cu rotile.

## Distribuție
- Jonathan Brandis⁠(d) — Barry Gabrewski
- Chuck Norris — el însuși
- Beau Bridges — Jerry Gabrewski
- Mako⁠(d) — dl Lee
- Joe Piscopo⁠(d) — Kelly Stone
- Danica McKellar⁠(d) — Lauren
- John Buchanan — Randy Cellini
- Richard Moll⁠(d) — Horn
- Julia Nickson-Soul⁠(d) — dra Noreen Chan
- Gerrit Graham⁠(d) — dl Mapes
- Eric Norris⁠(d) — motociclist din banda care-l agresează pe Barry

NOTĂ: Numele personajului interpretat de Julia Nickson-Soul este o aluzie la filmul An Eye for an Eye cu Chuck Norris, în care Mako l-a interpretat pe James Chan (tatăl unei jurnaliste ucise, care se alătură personajului interpretat de Norris pentru a-i vâna pe ucigași).

## Producție

### Filmare
Maestrul meu, Chuck Norris a fost filmat în principal în orașul Houston din Texas. Filmările au avut loc în mai multe locuri, printre care:
- 810 Zola Rd., Houston, Texas. (casa lui Barry)
- Lamar High School (Houston, Texas)
- Tranquility Park
- Wortham Theater Center
- Williams Waterwall
- Allen's Landing
- Texas Southern University
- Westchester Junior High, Spring Branch (clădire demolată, 1994?) (Houston, Texas)

Chuck Norris a avut ideea realizării unui film care să-i convingă pe tineri să se îndrepte către sport și l-a convins pe omul de afaceri Jim „Mattress Mac” McIngvale, proprietarul rețelei de magazine de mobilă Gallery Furniture din Houston (Texas), să participe la finanțarea acestui proiect. McIngvale s-a implicat, alături de Chuck Norris și campania sa „Kick Drugs out of Schools”, în realizarea filmului și a investit 8 milioane de dolari. Mai târziu, omul de afaceri texan a susținut în cartea sa, Always Think Big, că producerea filmului a fost „o muncă extrem de grea”.

## Recepție

### Box office
Filmul s-a clasat pe locul 2 la box-office în prima săptămână în care a fost difuzat. El a avut încasări de 17.180.393 de dolari pe teritoriul Statelor Unite ale Americii.

### Răspuns critic
Maestrul meu, Chuck Norris a avut parte în principal de recenzii negative din partea criticilor. Filmul are în prezent un rating de aprobare de 10% pe site-ul agregatorului de recenzii Rotten Tomatoes, pe baza a 10 recenzii (1 recenzie pozitivă și 9 recenzii negative), cu o medie ponderată de 4,20/10.
Enciclopedia cinematografică germană Lexikon des internationalen Films descrie astfel acest film: „Un băiat suferind de crize de astm, care este tratat rău de colegi și profesori, se refugiază în vise de zi cu eroul său Chuck Norris până când învață să-și stăpânească problemele printr-un antrenament de karate. În ciuda elementelor bine cunoscute și a acțiunii previzibile, un film distractiv datorită interludiilor cinematografice ironice, în special pentru iubitorii de karate.”.